# Rajania psilostachya
Rajania psilostachya är en enhjärtbladig växtart som först beskrevs av Carl Sigismund Kunth, och fick sitt nu gällande namn av Edwin Burton Uline och Reinhard Gustav Paul Knuth. Rajania psilostachya ingår i släktet Rajania och familjen Dioscoreaceae.
Artens utbredningsområde är Kuba. Inga underarter finns listade i Catalogue of Life.